# Голин (Ирландия)
Голин (англ. Goleen; ирл. An Góilín) — деревня в Ирландии, находится в графстве Корк (провинция Манстер). В деревне есть четыре паба, четыре магазина, автозаправочная станция.
В 1852 году, вскоре после голода, приходской священник Джон Фоли (John Foley) начал строить на пожертвования ирландских эмигрантов новую церковь в неоготическом стиле. Епископ Уильям Делани освятил её 11 октября 1854 года.